# Pandemia de COVID-19 no México
Este artigo documenta os impactos da pandemia de COVID-19 no México.

## Linha do tempo

### Janeiro de 2020
Em 22 de janeiro de 2020, a Secretaria de Saúde divulgou uma declaração dizendo que o novo coronavírus COVID-19 não apresentava perigo para o México. 441 casos foram confirmados na China, Tailândia, Coreia do Sul e Estados Unidos, e um aviso de viagem foi emitido em 9 de janeiro.

### Fevereiro de 2020
O navio de cruzeiro  MSC Meraviglia, que não tinha permissão para atracar nas Ilhas Cayman ou na Jamaica, atracou em Cozumel, Quintana Roo, em 27 de fevereiro. Três passageiros foram diagnosticados com o influenzavírus A, mas não foram encontrados casos de coronavírus.
Em 28 de fevereiro, o México confirmou seus três primeiros casos. Um homem de 35 anos e um homem de 59 anos na Cidade do México e um homem de 41 anos no estado de Sinaloa, no norte do país, deram positivo e foram mantidos isolados em um hospital e hotel, respectivamente. Eles viajaram para Bergamo e ficaram na Itália por uma semana em meados de fevereiro.
Em 29 de fevereiro, um quarto caso foi detectado e confirmado na cidade de Torreón, no estado de Coahuila, de uma mulher de 20 anos que viajou para a Itália.

### Março de 2020

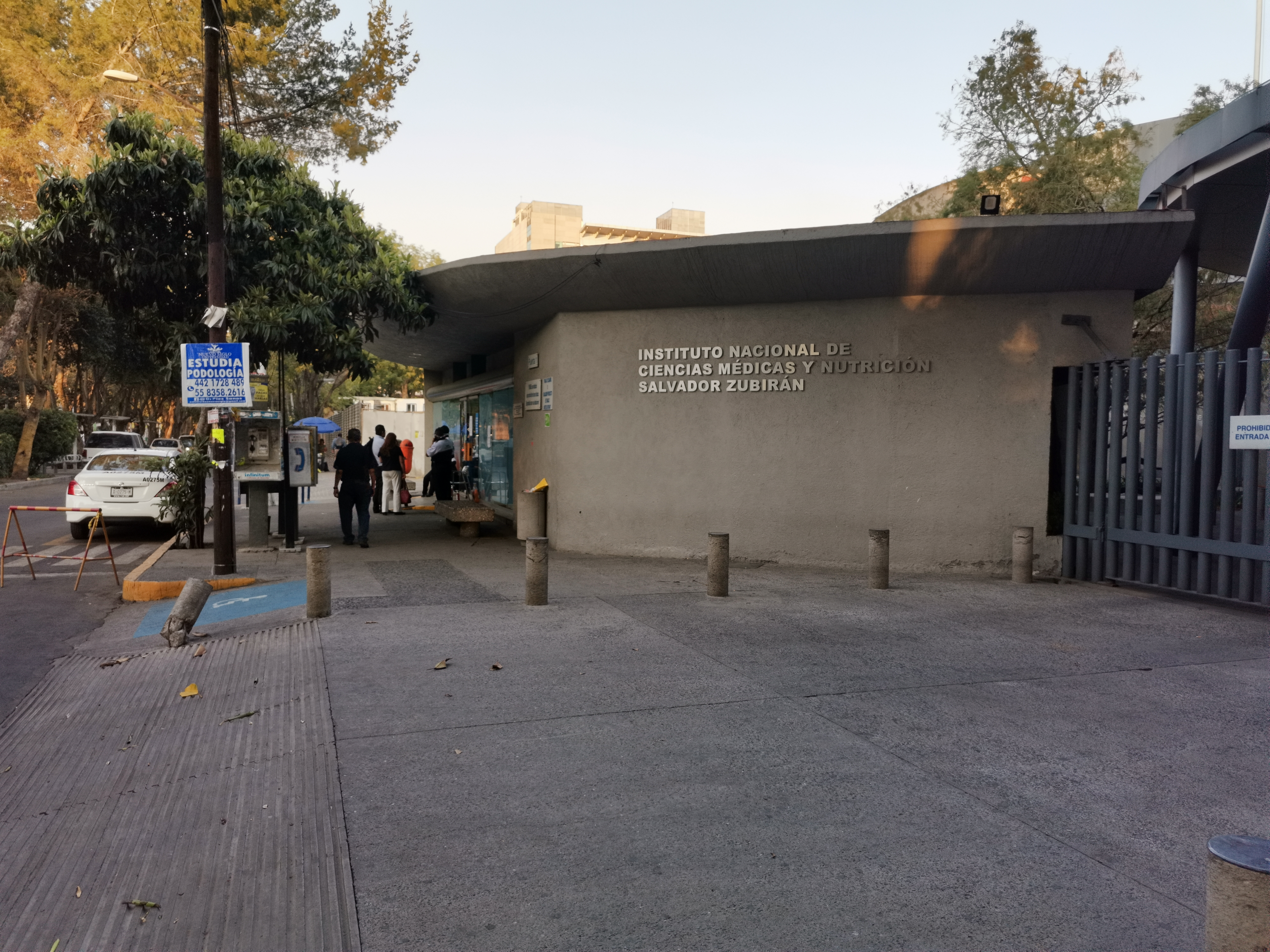
Pessoas que entram em uma área de avaliação de sintomas de doenças respiratórias especialmente no Instituto Nacional de Ciências Médicas e Nutrição Salvador Zubirán, Cidade do México, México. O hospital foi convertido em uma área de atendimento especial para pacientes com COVID.

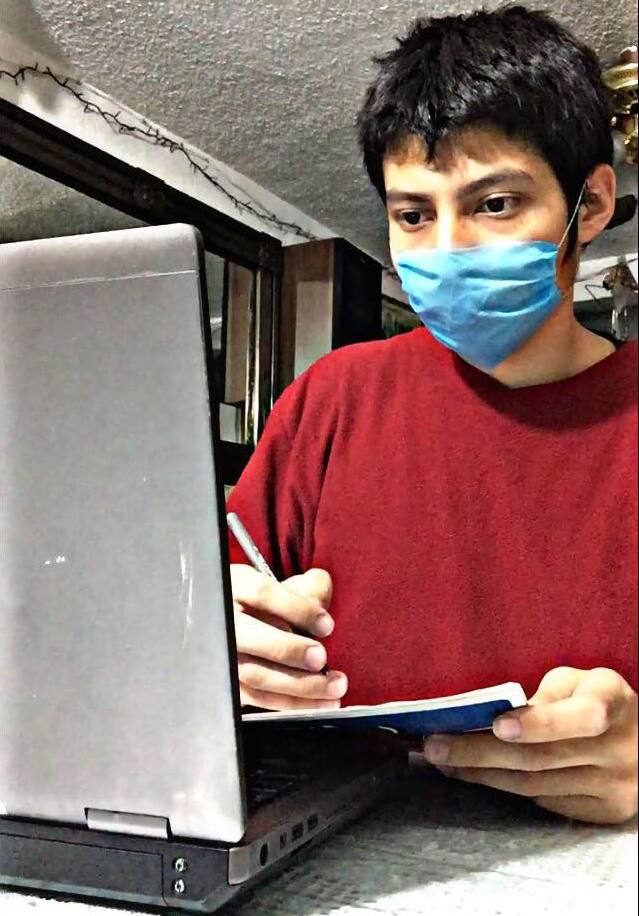
Como parte da suspensão das atividades acadêmicas promulgadas pelo SEP, estudantes de todos os níveis começaram a ter aulas on-line.

#### 1 a 15 de março
Em 1 de março, um quinto caso foi anunciado em Chiapas, em um aluno que acabara de voltar da Itália. Em 6 de março, um sexto caso foi confirmado no Estado do México em um homem de 71 anos que havia retornado da Itália em 21 de fevereiro.
A COVID-19 foi o tema da conversa na reunião da Conferência Nacional de Governadores (Conago), realizada em 5 de março de 2020. Além de governadores de diferentes estados (ou representantes de saúde do estado), participaram os diretores do Instituto de Saúde para o Bem-Estar (INSABI), IMSS e ISSSTE.
Em 7 de março, um sétimo caso também foi confirmado na Cidade do México em um homem de 46 anos que já havia tido contato com outro caso confirmado nos Estados Unidos. Em 10 de março, foi relatado um oitavo caso em Puebla, um alemão de 47 anos que havia retornado de uma viagem de negócios à Itália. Na mesma data, 40 membros de uma companhia de dança em Puebla, retornando de uma turnê na Itália, foram colocados em quarentena.
A Bolsa de Valores do México caiu para um nível recorde em 10 de março devido aos temores do coronavírus e à queda nos preços do petróleo. O Banco do México (Banxico) interveio para sustentar o valor do peso, que caiu 14%, para 22.929 por dólar.
Em 11 de março, um nono caso foi confirmado na cidade de Monterrei, Nuevo León. Um homem de 57 anos, que havia voltado recentemente de uma viagem por toda a Europa, foi colocado em quarentena. O homem, que permaneceu anônimo, voltou de sua viagem uma semana antes e teve contato com outras oito pessoas que também foram colocadas em quarentena em suas casas. Foi confirmado que o homem reside na cidade de San Pedro Garza García.
Em 12 de março, o México anunciou que tinha um total de 15 casos confirmados, com novos casos em Puebla e Durango. Um dia depois, o senador Samuel García Sepúlveda acusou o governo federal de esconder o número real de casos confirmados. Depois disso, o governo de Nuevo León declarou a Fase 2. O México, em 13 de março, confirmou um total de 16 casos.
Em 13 de março, foi confirmado que o presidente da Bolsa Mexicana de Valores, Jaime Ruiz Sacristan, testou positivo como um caso assintomático. Mais tarde, a Secretaria de Saúde anunciou em entrevista coletiva que o número de casos confirmados havia aumentado para 26. Várias universidades, incluindo a UNAM e a Tec de Monterrey, passaram a ter aulas virtuais. As autoridades anunciaram estar considerando o cancelamento do Festival Internacional de Cinema de Guadalajara. Em Mérida, o Tianguis Turístico foi adiado para setembro. Vários grandes eventos esportivos também foram cancelados.
Em 14 de março, Fernando Petersen, secretário de saúde do estado de Jalisco, confirmou que os dois primeiros casos de COVID-19 foram detectados no Hospital Civil de Guadalajara. Dois novos casos foram confirmados em Nuevo León, e a Secretaria de Educação Pública (SEP) anunciou que todos os eventos esportivos e cívicos nas escolas seriam cancelados. No mesmo dia, a Secretaria de Educação anunciou que as férias da Páscoa, originalmente planejadas de 6 a 17 de abril, seriam estendidas de 20 de março a 20 de abril como medida preventiva. A Secretaria de Finanças e Crédito Público (SCHP) anunciou que estava tomando medidas para evitar uma queda de 0,5% no produto interno bruto (PIB). As farmácias de Cuernavaca relatam escassez de máscaras, gel antibacteriano e outros itens. No mesmo dia, a Universidade Autônoma de Nuevo Leon (UANL) (a terceira maior universidade do país em termos de população estudantil) suspendeu as aulas para seus mais de 206.000 estudantes, começando em 17 de março e terminando até novo aviso.

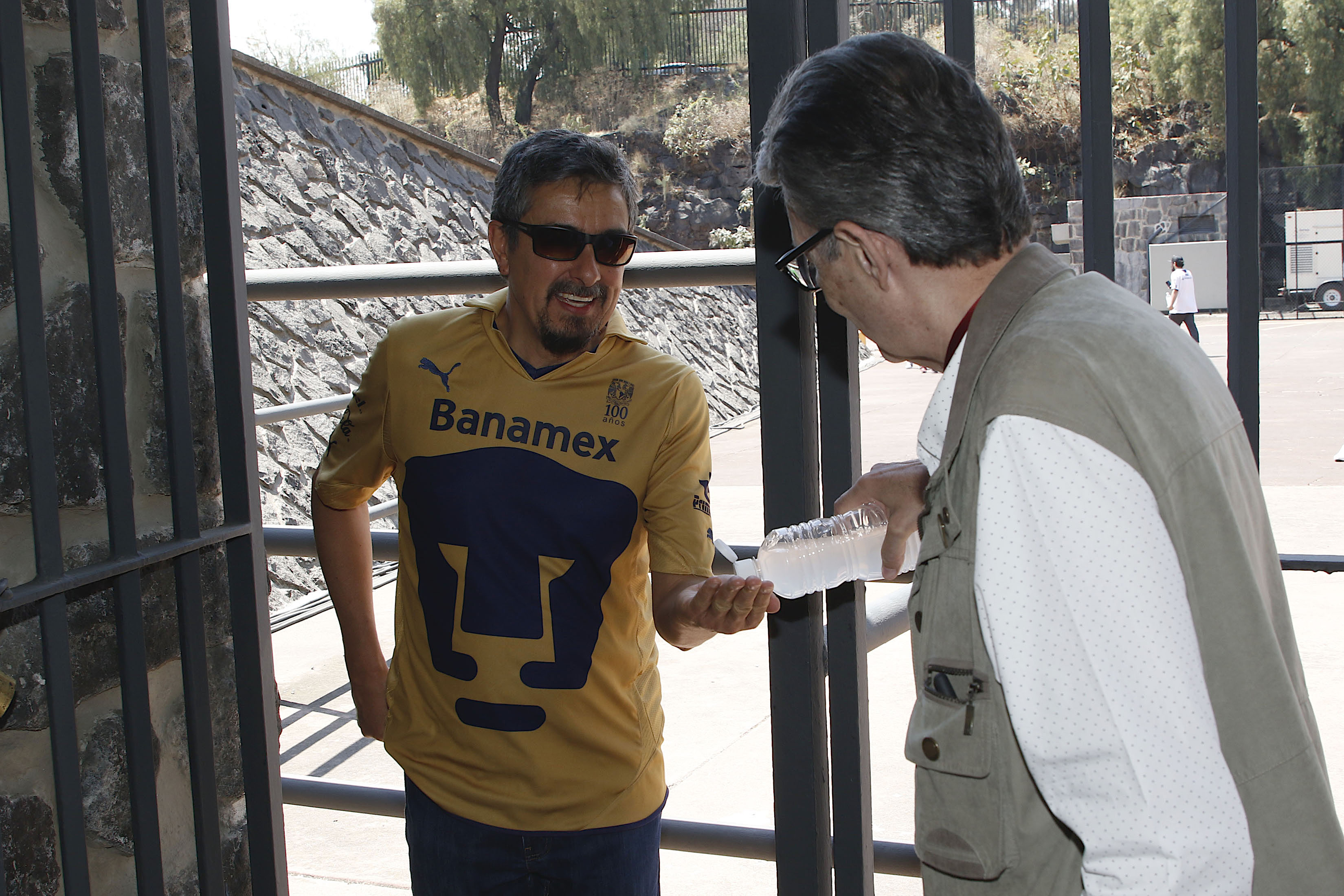
Em 14 de março de 2020, eventos esportivos, como jogos de futebol feminino, foram abertos ao público. No Estádio Olímpico Universitario, as autoridades estavam derramando desinfetante nas mãos na entrada.

O empresário José Kuri foi denunciado em estado crítico no dia 14 de março, após uma viagem a Vail, Colorado, Estados Unidos, embora os primeiros relatos de sua morte fossem falsos. Em 14 de março, houve 41 casos confirmados de COVID-19 no México.
O Festival Vive Latino de 14 e 15 de março (rock e música latina) na Cidade do México foi aberto de acordo com o cronograma, apesar dos temores de contágio. O gel antibacteriano foi amplamente distribuído. Os organizadores disseram que o Passion Play of Iztapalapa continuaria conforme programado na Semana Santa. Tito Domínguez, vice-presidente do comitê organizador, observou que um milagre salvou Iztapalapa durante o surto de cólera em 1833.
Em 15 de março, a prefeita Claudia Sheinbaum declarou que a Cidade do México espera gastar um montante extra de cem milhões de pesos mexicanos (4,4 milhões de dólares) para impedir a propagação da COVID-19. O primeiro caso confirmado de coronavírus em Acapulco, Guerrero, foi relatado. Querétaro relatou dois novos casos, elevando o total para seis. Nuevo Leon relatou seu quinto caso. O grupo norte-americano Los Tres Tristes Tigres lançou uma música em 15 de março intitulada "El corrido del coronavirus".

#### 16 a 31 de março
Em 16 de março, o presidente López Obrador continuou minimizando o impacto do coronavírus. "As pandemias [...] não farão nada para nós", e acusou a imprensa e a oposição por suas reportagens. Em 16 de março, o advogado Marco Antonio del Toro pediu aos tribunais federais que interrompessem todas as atividades, exceto as essenciais, por um período de 30 a 40 dias por causa do surto de coronavírus. O total de casos confirmados chegou a 82. A Universidade Autônoma do Estado de Morelos (UAEM) suspendeu as aulas para seus 22.000 alunos. Surgiu um incidente diplomático entre os governos do México e El Salvador, envolvendo 12 cidadãos salvadorenhos usando máscaras em um avião que partia da Cidade do México para San Salvador. Nayib Bukele, presidente de El Salvador, denunciou como "irresponsável" que eles foram autorizados a embarcar no avião junto com outros passageiros e se ofereceram para enviar um avião para transportá-los sem contato com outras pessoas, enquanto o governo mexicano alegou que não havia motivos para supor que eles estavam com COVID-19. Eventualmente, o voo foi cancelado.
Em 17 de março, 11 novos casos foram confirmados, elevando o total nacional para 93, sendo Campeche o único estado sem casos confirmados. A resposta limitada do México, incluindo a permissão de um grande concerto e o campeonato de futebol feminino, além da falta de testes, foram criticadas. Os críticos observam que o presidente López Obrador não pratica distanciamento social, mas continua cumprimentando grandes multidões e as fronteiras não foram fechadas. É particularmente preocupante a saúde de milhares de migrantes em campos temporários ao longo da fronteira com os Estados Unidos. O ex-comissário nacional da gripe no México durante a pandemia de gripe A de 2009, Alejandro Macías, disse que o problema é agravado pelo fato de o México não ter leitos suficientes em unidades de terapia intensiva, profissionais de saúde e ventiladores.
Em 18 de março, foram confirmados mais 25 casos, elevando o total para 118 casos e 314 casos suspeitos. As autoridades de Jalisco estão preocupadas com um grupo de 400 pessoas que retornaram recentemente de Vail, Colorado; 40 pessoas têm sintomas de COVID-19. No mesmo dia, o governo mexicano anunciou que alocará 3,5 bilhões de pesos (aproximadamente 146 milhões de dólares) para comprar equipamentos médicos e de laboratório, material de lavagem e desinfecção e ventiladores. Durante a noite, foi confirmada a primeira morte relacionada à COVID-19 no país, um homem de 41 anos sem histórico de viagens fora do país que foi hospitalizado no Instituto Nacional de Doenças Respiratórias (INER). O governador de Colima, José Ignacio Peralta, declarou estado de emergência após o primeiro caso do estado, um homem que havia retornado recentemente da Alemanha, em 17 de março. Ford, Honda e Audi fecharam suas fábricas no México. Centenas de funcionários do hotel em Cancún foram demitidos.
As autoridades anunciaram em 18 de março que procuravam centenas de cidadãos portadores do coronavírus, especialmente nos estados de Puebla, Jalisco, Aguascalientes e Guerrero. Uma família de quatro membros em Puebla que viajou para os Estados Unidos manteve seus sintomas em segredo ao visitar vizinhos em La Vista e visitar uma academia. As autoridades ainda estavam tentando rastrear as 400 pessoas em Jalisco e Nayarit que viajaram recentemente para Vail, Colorado. Em Aguascalientes, eles estavam procurando rastrear passageiros do Fight 2638 que viajavam com um homem doente de Nova Iorque. A Universidade Autônoma de Guerrero (UAGRO), em Chilpancingo, fechou depois que uma aluna testou positivo para o vírus. O Instituto Técnico de Guerrero e a Suprema Corte do estado também fecharam.
Morelos teve seus dois primeiros casos confirmados em 19 de março — uma mulher de 54 anos de Cuautla e um homem de 37 anos de Cuernavaca. Sinaloa anunciou seu terceiro caso, uma mulher de 20 anos de Culiacán.
O Secretário de Estado dos EUA, Mike Pompeo, anunciou em 20 de março que haveria restrições nas viagens através da fronteira Estados Unidos-México. Essas restrições não se aplicariam à carga. O Instituto Nacional de Antropologia e História (INAH) anunciou que as zonas arqueológicas Teotihuacán, Xochicalco e El Tepozteco seriam fechadas de 21 a 22 de março. Chichén Itzá foi fechado por tempo indeterminado a partir de 21 de março. Os guachimontones foi fechado de 21 a 23 de março. Palenque, Tula e Tingambato fecharam em 21 de março. A Alsea, que opera restaurantes como Starbucks, VIPS e Domino's Pizza, ofereceu a seus funcionários férias sem remuneração. A prefeita Juanita Romero (PAN) do município de Nacozari de García, Sonora, declarou um toque de recolher, em vigor até 20 de abril. Somente o Presidente do México tem autoridade legal para declarar tal medida. Durante a noite, mais 38 casos e mais uma morte foram confirmados, elevando o total para 203 casos, 2 óbitos e 606 casos suspeitos.
Em 21 de março, o total de casos confirmados foi de 251. Um dia depois, mais 65 casos foram confirmados e o total de casos suspeitos aumentou para 793.
Em 22 de março, bares, boates, cinemas e museus foram fechados na Cidade do México. O governador Enrique Alfaro Ramírez, de Jalisco, anuncia que a partir de quinta-feira, 26 de março, Jalisco e sete outros estados do Bajío e oeste do México bloquearão voos de áreas como a Califórnia, que apresentam uma alta taxa de coronavírus. Ele também disse que eles vão comprar 25.000 kits de teste.
O México entrou na Fase 2 da pandemia de coronavírus em 23 de março de 2020, segundo a Organização Mundial da Saúde (OMS), com 367 casos confirmados. A Fase 2 inclui casos em que os indivíduos doentes não tiveram contato direto com alguém que esteve recentemente em outro país. No mesmo dia, foi confirmado que mais duas pessoas morreram de COVID-19, elevando o total para 4 mortes relatadas. O acesso aos supermercados em Coahuila era limitado a uma pessoa por família, e a temperatura dessa pessoa era medida antes de entrar. A mesma regra se aplica a drogarias e lojas de conveniência no estado, que tem 12 casos confirmados de COVID-19.